# Cyathea sledgei
Cyathea sledgei là một loài dương xỉ trong họ Cyatheaceae. Loài này được Ranil, Pushpak. & Fraser-Jenk. mô tả khoa học đầu tiên năm 2010.
Danh pháp khoa học của loài này chưa được làm sáng tỏ. 